# Crème de menthe
La Crème de menthe è un liquore di origine francese, aromatizzato alla menta. Il suo sapore è ottenuto principalmente dalla Menta della Corsica (Mentha requienii). 

## Produzione
Una ricetta per fare la Crème de Menthe, resa famosa da Sandra Lee, include negli ingredienti zucchero, acqua, etanolo, estratto puro di menta piperita ed eventualmente la colorazione verde per alimenti. Una ricetta tradizionale consiste nello lasciare a bagno foglie secche di menta piperita in etanolo per diverse settimane (ottenendo una colorazione verde naturale), operazione seguita dalla filtrazione e quindi dall'aggiunta di zucchero.
In commercio è disponibile in una variante incolore (chiamata "bianca") ed una verde (il cui colore è ottenuto dalle foglie di menta oppure dall'aggiunta di colorante, nel caso soltanto l'estratto - e non le foglie -  venga usato per fare il liquore). Entrambe le versioni hanno sapore simile e sono intercambiabili nelle ricette, a patto che il colore non abbia rilevanza.

## Utilizzo
La Crème de Menthe è usata come ingrediente in diversi cocktail, come il Grasshopper e lo Stinger. È altresì servito come drink dopocena ed usato in alcune preparazioni gastronomiche.
Un'altra ricetta semplice consiste nel mischiare gelato e Crème de Menthe, ottenendo una bevanda simile ad un frappé alla menta. A volte vengono aggiunte delle guarnizioni: tra le più comuni si annoverano la frutta secca e le noci pecan.

## Riferimenti in letteratura e cinema
- La Crème de Menthe era il drink preferito del personaggio immaginario Hercule Poirot.
- Il drink dà il nome anche al capitolo 6 di Donne innamorate di D.H. Lawrence, essendo citato come la bevanda consumata da Rupert Birkin: "Birkin stava bevendo qualcosa di verde [...]"
- Nell'ultimo episodio della terza stagione di Breaking Bad, Gale lo offre a Gus Frings.
- Nel film Yuppies - I giovani di successo, diretto da Carlo Vanzina, Sandro (interpretato da Christian De Sica) dopo un diverbio in un locale notturno, ordina al barista Felice una Crème de Menthe con ghiaccio pilè.
- Nella 3ª serie TV "Outlander" tratto dai romanzi di Diane Gabaldon, un episodio si intitola "Crème de Menthe".